# جغدهای جیغ‌اره‌ای
جغدهای جیغ‌اره‌ای (نام علمی: Aegolius) نام یک سرده از تیره جغدان راستین است.

## گونه‌ها
- جغد شمالی،  Aegolius funereus
- جغد جیغ‌اره‌ای شمالی،  Aegolius acadicus
- جغد جیغ‌اره‌ای بی‌خال،  Aegolius ridgwayi
- Buff-fronted owl, Aegolius harrisii
- Bermuda saw-whet owl, Aegolius gradyi (منقرض شده)
- Aegolius martae (منقرض شده)